# Lannea microcarpa
Espèce
Classification APG III (2009)
Lannea microcarpa, le raisinier en français, est une plante à fleurs de la famille des Anacardiacées, C'est un arbte présent dans les savanes sahélo-soudaniennes et soudaniennes, du Sénégal au Cameroun.

## Description
StatureLannea microcarpa est un arbre dioïque atteignant 15 mètres de haut, avec un fût plutôt court, faisant jusqu’à 70 cm de diamètre.
Bois et écorcel'écorce est lisse ou présentant de minces écailles, de couleur grise, légèrement parfumée. La tranche est fibreuse, de couleur rougeâtre et striée de blanc.
Feuillesles feuilles alternes font jusqu’à 25 cm de long, et présentent sur leur dessus un aspect cireux, fréquemment parsemé de points glanduleux. Le vert des feuilles de l’espèce Lannea microcarpa est plus clair que celui de l’espèce Lannea acida.
Fleurs et fruitsles fleurs sont unisexuées et régulières. Apparaissant en fin de saison sèche, elles sont jaunâtres, avec un diamètre de 4 mm, et présentent 4 pétales. Les fruits sont de couleur pourpre foncé à maturité et font environ 1,4 cm de long.

## Usages
Usages avérés en pharmacopéeles fruits s’utilisent pour le traitement du rachitisme et du scorbut.
Usages alimentaires et culinairesles fruits sont comestibles. Ils donnent une boisson sucrée après cuisson.
Usages agricoles, pastoraux et vétérinairesles rameaux et les feuilles servent à la consommation du bétail.
Usages domestiques, artisanaux et industrielsle bois s'utilise en construction et en menuiserie. L’écorce est utilisée en teinture. L'huile des graines de Lannea microcarpa, tout comme celle des graines de Lannea kerstingii sont utilisées comme fluide de transfert de chaleur et fluide de stockage de chaleur ,. Elle présente d'intéressantes propriétés thermosphysiques pour le stockage de chaleur à haute température, notamment dans les centrales solaires à concentration .